# H. Jon Benjamin
Harry Jon Benjamin, conosciuto professionalmente come H. Jon Benjamin (Worcester, 23 maggio 1966), è un attore, doppiatore e comico statunitense.
È noto principalmente per la sua attività di doppiatore. È stato infatti la voce del coach John McGuirk e di Jason Penopolis nella serie Home Movies e di Ben in Dr. Katz, Professional Therapist. Attualmente è la voce di Sterling Archer nella serie animata Archer e di Bob Belcher in Bob's Burgers. 

## Biografia
Jon Benjamin nacque il 23 maggio 1966 da una famiglia ebrea a Worcester, nel Massachusetts, e si è laureato alla Worcester Academy nel 1984 e al Connecticut College nel 1988.

### Carriera
La carriera da comico di Benjamin iniziò all'età di 24 anni a Boston, nel Massachusetts, dove creò un duo comico con Sam Seder, diventando in seguito membro di Cross Comedy assieme a David Cross. Per i primi sette anni della sua carriera, Benjamin ha lavorato quasi esclusivamente in gruppi piuttosto che in modo indipendente. In seguito, il suo lavoro indipendente è rimasto più sperimentale, rifiutando gli stili tradizionali di cabaret.
I progetti live di Benjamin includono il Midnight Pajama Jam, uno spettacolo interpretato a New York con Jon Glaser e Tinkle che combina commedie stand-up e musica dal vivo, co-ospitato da Todd Barry e David Cross. Midnight Pajama Jam è stato reso disponibile anche in DVD. Benjamin e Cross appaiono insieme nell'album Invite Them Up.
Il 17 dicembre 1999, Benjamin ha fatto da guest star nell'episodio King Dead di Space Ghost Coast to Coast, dove Zorak e Moltar tentano di rapirlo. È apparso nella serie televisiva Cheap Seats, dove ha interpretato Gene Stapleton e Rabbi Marc Shalowitz. Ha recitato nel cortometraggio Borrowing Saffron di Todd Berry e ha interpretato un personaggio anche nel film Wet Hot American Summer. Ha realizzato cammei brevi in Non è un'altra stupida commedia americana come allenatore di football e nella serie televisiva Rescue Me nella parte del pappone "F-bomb", durante la seconda stagione. Appare anche in Turbocharge - the Unauthorized Story of the Cars, una commedia biografica sulla rock band The Cars degli anni '80, interpretando il ruolo del manager di Cars, Elliot Roberts.
Benjamin ha svolto un intenso lavoro vocale in serie televisive animate. I suoi crediti includono ruoli da protagonista in diversi cartoni animati della Soup2Nuts come Science Court, Home Movies, O'Grady, Dr. Katz, Professional Therapist e Assy McGee. Ha co-creato Freak Show con David Cross. Benjamin ha interpretato il ruolo del Diavolo e molti altri ruoli in Lucy, the Daughter of the Devil. Benjamin interpreta un personaggio ricorrente nella serie animatore Word Girl ed è l'annunciatore del The Sam Seder Show e The Majority Report. Ha fatto la voce di Shelly, il contabile di Sam Seder, in Breakroom Live with Maron & Seder.
Benjamin ha fatto apparizioni come ospite speciale in diverse serie animate. In Aqua Teen Hunger Force ha interpretato Mothmonsterman, Mr. Sticks, Mortimer Mango e la versione live-action di Frullo. Ha fatto un cameo come agente governativo nel film Aqua Teen Hunger Force Colon Movie Film for Theaters insieme al frequente collaboratore Jon Glaser. È apparso ne I Griffin nei panni di Carl. In The Venture Bros. interpreta il maestro del Dr. Orpheus, l'ex moglie del Dr. Orpheus e un futuro Dean Venture. È apparso nella serie televisiva Stella. Benjamin è apparso anche in Important Things with Demetri Martin di Comedy Central.
Nel 2009, Benjamin e David Cross hanno creato e sceneggiato Paid Programming, un episodio pilota live-action per il blocco Adult Swim. Paid Programming non è stata ripreso per una serie completa e Benjamin si è riferito allo stesso come un "abietto fallimento". Benjamin ha partecipato ad uno spot della Bud Light in occasione del Super Bowl XLIII con Conan O'Brien ed è stato responsabile dei video di McCain Girls su YouTube. Interpreta Sterling Archer, un agente segreto della serie animata Archer. È apparso in diversi segmenti del programma televisivo Human Giant e ha fatto un cameo in American Dad!.
Benjamin ha recitato nella serie Jon Benjamin Has a Van di Comedy Central, che ha co-creato assieme al comico Leo Allen.
A partire dal 2013, Benjamin è il narratore di una serie di spot televisivi per la Coca-Cola Zero. 
Nel 2014, Benjamin è stato nominato il miglior attore comico maschile dell'anno per il suo lavoro in Bob's Burgers e Archer durante i Vulture TV Awards, un'espansione digitale della rivista New York.
Nel 2015, nonostante non sapesse suonare nessuno strumento, Benjamin ha pubblicato il suo primo album Well, I Should Have....
Benjamin ha scritto l'autobiografia Failure is an Option: An Attempted Memoir, che è stata pubblicata dalla Penguin Random House nel maggio 2018. Ha narrato anche l'audiolibro.
Benjamin ha iniziato a recitare anche nelle pubblicità del ristorante Arby's nel 2018 come nuovo portavoce, promuovendo le loro varietà di carni.

## Filmografia

### Attore

#### Cinema
- Who's the Caboose?, regia di Sam Seder (1997)
- Prossima fermata Wonderland (Next Stop Wonderland), regia di Brad Anderson (1998)
- Happy Accidents, regia di Brad Anderson (2000)
- Non è un'altra stupida commedia americana (Not Another Teen Movie), regia di Joel Gallen (2001)
- Martin & Orloff, regia di Lawrence Blume (2002)
- Borrowing Saffron, regia di Todd Barry (2002)
- Temptation, regia di Kim Caviness (2003)
- Una pazza giornata a New York (New York Minute), regia di Dennie Gordon (2004)
- Puberty: The Movie, regia di Eric Ledgin e Stephen Schneider (2007)
- The Toe Tactic, regia di Emily Hubley (2008)
- A Bad Situationist, regia di Sam Seder (2008)
- Turbocharge: The Unauthorized Story of The Cars, regia di Memo Salazar (2008)
- 22 Jump Street, regia di Phil Lord e Christopher Miller (2014)
- Jason Nash Is Married, regia di Jason Nash (2014)
- Creative Control, regia di Benjamin Dickinson (2015)
- Limbo, regia di Fangso Liu (2015)
- Familiar Touch, regia di Sarah Friedland (2024)

#### Televisione
- Understanding – serie TV, episodio Uncertainty (1994)
- The Chris Rock Show – programma TV, episodio 1x4 (1997)
- The Jenny McCarthy Show – programma TV, 6 episodi (1997)
- Sex and the City – serie TV, episodio 1x03 (1998)
- Upright Citizens Brigade – programma TV, 10 episodi (1998)
- Pilot Season – serie animata, episodi 1x1-1x6 (2004)
- Rescue Me – serie TV, episodio 2x09 (2005)
- Human Giant – serie TV, 4 episodi (2007-2008)
- Michael & Michael Have Issues – serie TV, episodio 1x7 (2009)
- Paid Programming – episodio pilota (2009)
- Parks and Recreation – serie TV, episodio 2x06 (2009)
- Important Things with Demetri Martin – programma TV, 7 episodi (2009-2010)
- Jon Benjamin Has a Van – serie TV, 10 episodi (2011)
- Suburgatory – serie TV, episodio 2x03 (2012)
- Last Week Tonight with John Oliver – programma TV, episodio 1x23 (2014)
- Wet Hot American Summer: First Day of Camp – miniserie TV, 4 episodi (2015)
- The Jim Gaffigan Show – serie TV, episodio 1x09 (2015)
- Master of None – serie TV, 4 episodi (2015-2017)
- Last Week Tonight with John Oliver – programma TV, episodio 3x11 (2016)
- People of Earth – serie TV, 8 episodi (2016-2017)
- Wet Hot American Summer: Ten Years Later – serie TV, 5 episodi (2017)
- Difficult People – serie TV, episodio 3x07 (2017)

### Doppiatore

#### Cinema
- Wet Hot American Summer, regia di David Wain (2001)
- Aqua Teen Hunger Force Colon Movie Film for Theaters, regia di Matt Maiellaro e Dave Willis (2007)
- The Ten, regia di David Wain (2007)
- Hell and Back, regia di Tom Gianas e Ross Shuman (2015)
- Boy Kills World, regia di Moritz Mohr (2023)

#### Televisione
- Dr. Katz, Professional Therapist – serie animata, 80 episodi (1995-2002)
- Science Court – serie animata, 29 episodi (1997-2000)
- The Dick & Paula Celebrity Special – serie animata, 5 episodi (1999)
- Home Movies – serie animata, 52 episodi (1999-2004)
- Aqua Teen Hunger Force – serie animata, 5 episodi (2001-2009)
- Saddle Rash – episodio pilota (2002)
- Cheap Seats – serie animata, 4 episodi (2004-2006)
- O'Grady – serie animata, 19 episodi (2004-2006)
- Sunday Pants – serie animata, episodi 1x01-1x04 (2005-2006)
- Lucy, the Daughter of the Devil – serie animata, 11 episodi (2005-2007)
- Freak Show – serie animata, 7 episodi (2006)
- The Venture Bros. – serie animata, 4 episodi (2006-2012)
- I Griffin (Family Guy) – serie animata, 20 episodi (2006-in corso)
- Assy McGee – serie animata, 19 episodi (2006-2008)
- Word Girl (WordGirl) – serie animata, 31 episodi (2007-in corso)
- Titan Maximum – serie animata, episodio 1x6 (2009)
- Archer – serie animata, 94 episodi (2009-2023) – Sterling Archer
- Soul Quest Overdrive – serie animata, 6 episodi (2011)
- Bob's Burgers – serie animata, 138 episodi (2011-in corso)
- American Dad! – serie animata, episodio 07x15 (2011)
- Ugly Americans – serie animata, episodio 2x14 (2012)
- Conan – programma TV, episodio 5x34 – Sterling Archer
- Le avventure del gatto con gli stivali (The Adventures of Puss in Boots) – serie animata, episodio 1x15 (2015)
- Tutti pazzi per Re Julien (All Hail King Julien) – serie animata, 4 episodi (2015-2017)

#### Videogiochi
- Destiny 2 (2017)

## Doppiatori italiani
Nelle versioni in italiano delle opere in cui ha recitato, H. Jon Benjamin è stato doppiato da:
- Pasquale Anselmo in Wet Hot American Summer: First Day of Camp, Wet Hot American Summer: Ten Years Later
- Roberto Stocchi in Master of None
- Alessandro Quarta in Suburgatory
- Andrea Lopez in Difficult People

Da doppiatore è sostituito da:
- Michele Di Mauro in The Ten
- Paolo Vivio ne I Griffin
- Fabio Boccanera in Archer, I Griffin
- Roberto Stocchi in Bob's Burgers, I Simpson
- Mino Caprio in Bob's Burgers, Bob's Burgers - Il film
- Sacha Pilara in Bob's Burgers, Bob's Burgers - Il film
- Piero Di Blasio in Bob's Burgers - Il film
- Alessandra Cerrutti in Bob's Burgers
- Francesco Prando in Central Park
- Angelo Evangelista in Boy Kills World
- Alessandro Pili in Ugly Americans